# Avro Shackleton
Avro Shackleton var ett brittiskt marinspanings- och ubåtsjaktflygplan som användes av Royal Air Force. Flygplanet utvecklades av Avro och är baserat på bombplanet Avro Lincoln (som i sin tur är en vidareutveckling av Avro Lancaster). Flygplanstypen togs i tjänst 1951 och pensionerades 1991.

## Utveckling
Under Slaget om Atlanten hade Royal Air Force patrullflygplan spelat en viktig roll, bland annat sänktes 196 tyska ubåtar av patrullflygplan. De Liberator- och Catalina-flygplan man hade var dock bara lånade av USA under Lend-Lease Act och skulle lämnas tillbaka när kriget var över. Vad man hade kvar var en stor mängd med Short Sunderland som betraktades som föråldrade och tre stycken Avro Lancaster som konverterats för search and rescue. Behovet av ett nytt marinspanings- och ubåtsjaktflygplan var därför akut. Luftministeriet begärde därför att Avro skulle konstruera en version av Avro Lincoln specifikt för marin patrullering och ubåtsjakt. Även om Shackleton är baserad på Lincoln och har många delar gemensamt så var förändringarna såpass genomgående att den blev en ny modell och uppkallades efter upptäcktsresanden Ernest Shackleton.
Det tydligaste förändringen var motorerna. I stället för Lincolns Merlin-motorer fick Shackleton Rolls-Royce Griffon-motorer. De hade inte bara mer effekt än Merlin, de utvecklade den vid lägre varvtal vilket gav bättre tillförlitlighet och bättre bränsleekonomi på låg höjd. För att dra nytta av Griffon-motorernas större vridmoment monterade man dubbla kontraroterande propellrar. De största förändringarna fanns dock inuti flygplanet. Ett bombflygplan som  Lincoln var byggt för att kunna bära med sig en försvarlig mängd bomber. Dessa var tunga, men inte särskilt utrymmeskrävande och som ett resultat av det var flygkroppen bakom bombutrymmet i huvudsak tomt för att spara vikt. Shackleton däremot behövde mindre bomblast men i gengäld större besättning och mer elektronisk utrustning.
Den första prototypen som genomförde sin jungfruflygning 9 mars 1949 var en ombyggd Lincoln vilket syntes på att den fortfarande hade Lincolns alla kanontorn i behåll. I december 1949 tecknades ett leveransavtal redan innan det första serieproducerade flygplanet var färdigt. Redan 1951 beslutade Luftministeriet att denna första produktionsserie av Shackelton MR.1 bara var ett provisorium och så snart som möjligt skulle ersättas med den förbättrade varianten MR.2. Den hade en förlängd nos med två stycken 20 mm Hispano-Suiza HS.404, en modernare radar monterad i en nedsänkbar kittel bakom bombutrymmet, förlängd stjärt med magnetometer och förstärkt landningsställ. Radarns nya position gjorde att den gjorde mindre luftmotstånd i uppfällt läge och att den hade 360° täckning i nedfällt läge. Även om MR.2 levererades med samma kanontorn på ryggen som MR.1 så plockades det ganska snart bort. MR.3 var en ytterligare förbättrad variant med trehjuligt landningsställ med pneumatiska bromsar i stället för det tidigare tvåhjuliga med mekaniska bromsar och sporrhjul. Dessutom fick den bättre bränslekapacitet och möjlighet att bära målsökande torpeder och kärnvapensjunkbomber. MR.3 vägde dock mer än tidigare varianter vilket gjorde att den ibland hade svårt att klara av att starta på de 1 800 meter som var specificerat. Därför utrustades vissa flygplan med två små Armstrong Siddeley Viper jetmotorer i de yttre motorgondolerna för att ge extra dragkraft vid start.
En avsevärt förbättrad modell med bland annat Napier Nomad-motorer projekterades för Kanada. Den lades dock ner 1955 och Kanada valde i stället Canadair Argus.

## Användning

### Storbritannien
De första Shackleton-flygplanen togs i tjänst i mars 1951 och vid slutet av 1952 hade sju divisioner tilldelats Shackletons. Totalt kom sexton divisioner att använda Shackletons. Deras första stridsinsats gjordes som trupptransportflygplan under Suezkrisen. En Shackleton kunde transportera 34 passagerare varav de flesta fick sitta på golvet. Väl på plats på Cypern övergick de till att agera ubåtsskydd för de brittiska och franska örlogsfartygen i östra Medelhavet. Under Indonesien–Malaysia-konflikten patrullerade Shackletons vattnen runt Borneo i jakt på vapensmugglare. Ett effektivt sätt att stoppa vapensmugglingen var att flyga lågt över smugglarnas segelbåtar. När luftströmmen från de fyra Griffon-motorerna träffade seglen välte båten och lasten föll över bord och sjönk. Under andra hälften av 1960-talet patrullerade Shackletons baserade på Madagaskar vattnen öster om Moçambique för att upprätthålla Storbritanniens embargo av Rhodesia. 
Det var dock i uppgiften search and rescue som Shackleton mest kom till sin rätt. Dess möjlighet att flyga länge och långsamt på låg höjd, många utmärkta positioner för optiska spaning och möjligheten att bära mycket räddningsutrustning gjorde den idealisk för uppgiften.
| ”               | The Griffons, they are silent now, but still they live in memories long Of endless hours over darkened sea with ten tired men for company. But ask those men in dinghies cold drifting close to death's dark door What sound was it they treasured most? It was the sound of the four Griffons roar. | „ |
| – Paul P. Davis | |   |

När HMS Hermes år 1972 blev av med sina katapulter och bromsvajrar och inte kunde operera Fairey Gannets hade Royal Navy inte längre någon möjlighet att upprätthålla radartäckning på låg höjd runt sina stridsgrupper och känsliga områden som Nordsjön och GIUK-gapet. Tanken var att den uppgiften skulle lösas av en AEW-version av Nimrod, men eftersom en sådan lösning fortfarande låg flera år framåt i tiden beslutade man sig för att konvertera tolv stycken Shackleton MR.2 till AEW-flygplan genom att förse dem med samma AN/APS-20 radar som Gannet. Någon AEW-version av Nimrod blev aldrig av och det dröjde ända till 1991 innan dessa Shackletons ersattes av Boeing E-3 Sentry.

### Sydafrika

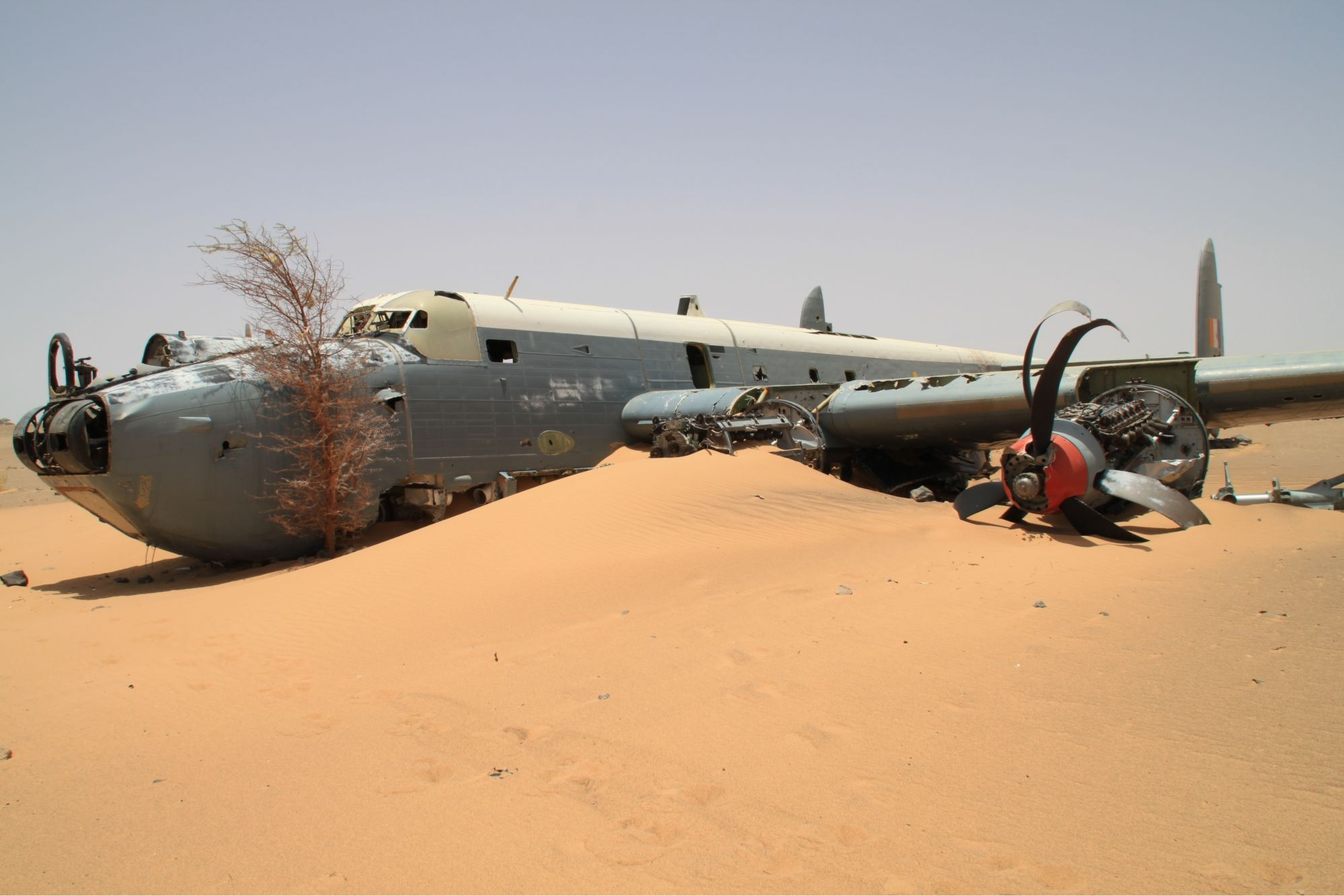
Vraket efter Pelican 16, juni 2010.

Området runt Godahoppsudden har alltid varit av strategisk betydelse. Efter andra världskriget började Sydafrikas flygvapen att leta efter en ersättare för de Short Sunderlands de dittills använt. Efter att ha utvärderat Shackleton 1953 beställde man åtta stycken Shackleton MR.3 som levererades 1957–1958. Den 12 mars 1971 sänktes oljetankern Wafra av sjunkbomber från Shackletons. Wafra som hade gått på grund den 28 februari började brytas sönder efter att hon dragits loss från grundet den 8 mars. FN:s embargo mot Sydafrika gjorde det svårt att få tag på reservdelar och alla Shackletons utom två togs ur tjänst i november 1984. De sista två (Pelican 16 och Pelican 22) hade fått sina vingbalkar utbytta och fortsatte att vara i tjänst till 1990.
Pelican 16 återställdes i flygbart skick av frivilliga krafter 1994. Det färdigrenoverade flygplanet lämnade Sydafrika den 12 juni 1994 för att flygas till Europa för att delta i flera flyguppvisningar. Natten mellan 13 och 14 juni när hon befann sig över Sahara brast en kylvattenledning i fyrans motor, kort därefter följt av ett mekaniskt fel på treans motor. Utan dragkraft på styrbords sida hade besättningen inget annat val än att nödlanda i öknen. Samtliga 19 ombord överlevde haveriet, två av dem med lättare skador. Flygplanet hade landat i Västsahara nära gränsen till Mauretanien där en konflikt mellan Front Polisario och Marocko pågick. Parterna övervakades av FN och det var ett franskt flygplan som patrullerade området för FN:s räkning som upptäckte vraket dagen därpå och meddelande en patrull i området att undsätta besättningen.

## Varianter
- Type 696 – Prototyper. 3 byggda.

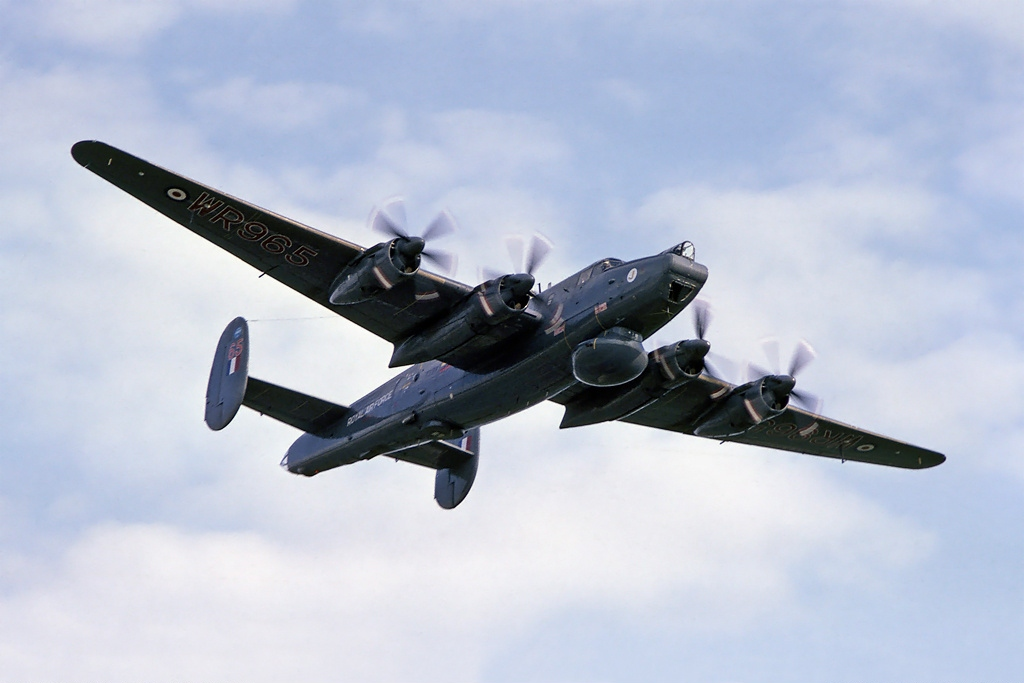
AEW-varianten av Avro Shackleton, juni 1981.

- GR.1 – Första produktionsserien. 77 byggda.
- MR.1 – Ny beteckning på GR.1 efter 1951.
- MR.2 – Version med längre nos, ytterligare två automatkanoner, ny radar och förstärkt landningsställ. 69 byggda.
- MR.2 Phase II – Uppgradering av MR.2 med Orange Harvest radarpejl och plottingbordet från MR.3.
- MR.2 Phase III – Uppgradering av MR.2 med nytt navigationssystem och förstärkta vingbalkar.
- MR.3 – Version med trehjuligt landningsställ, mer bränsle, och bättre ljudisolering. 41 byggda inklusive 8 för export till Sydafrika.
- MR.3 Phase II – Uppgradering av MR.3 med Orange Harvest radarpejl.
- MR.3 Phase III – Uppgradering av MR.3 med nytt navigationssystem, förstärkta vingbalkar och två Armstrong Siddeley Viper jetmotorer i de yttre motorgondolerna.
- T.4 – Skolversion för navigationsutbildning. 17 ombyggda från MR.1
- T.2 – Skolversion för navigationsutbildning. 10 ombyggda från MR.2 Phase III.
- AEW.2 – AEW-version med radarn AN/APS-20 i en stor bula under nosen. 12 ombyggda från MR.2.
- MR.5 – Projekterad modell med Napier Nomad-motorer. Inga byggda.